# Aída Román
Aída Román (n. 21 mai 1988, Ciudad de México, Mexic) este o arcașă ce a reprezentat Mexic, medaliată olimpică. A participat la 4 ediții ale Jocurilor Olimpice (2008, 2012, 2016, 2020) în care a câștigat o medalie de argint.